# Mystery meat navigation
Mystery meat navigation (skrót MMN, dosł. nawigacja tajemniczego mięsa) – zjawisko ukrytej nawigacji, które opisał i spopularyzował webdesigner Vincent Flanders. Występuje ono w interfejsach użytkownika (szczególnie na stronach internetowych), gdy użytkownik nie wie, dokąd prowadzi hiperłącze, które widzi. W szczególnych przypadkach użytkownik nie widzi nawet, gdzie znajdują się łącza. 
Przykładem MMN mogą być menu nawigacyjne złożone z trudnych do zrozumienia ikon, które zastąpione są przez tekst dopiero po najechaniu kursorem myszy nad taką ikonę. Ukryta nawigacja jest jednym z poważniejszych problemów użyteczności stron internetowych. Za rodzaj nawigacji, który sprawia najwięcej kłopotów tego rodzaju Jakob Nielsen uznaje menu rozwijalne.

## Pochodzenie nazwy
Flanders wykorzystał określenie mystery meat. Oznacza ono mięso nieznanego pochodzenia i składu (najczęściej podroby) zawarte w produktach fast food, sprzedawanych w amerykańskich szkołach.